# Erkenci Kuş
Erkenci Kuş (en español: Pájaro madrugador) es una serie de televisión turca de 2018 producida por Gold Film para Star TV.

## Trama
La historia gira en torno a Sanem Aydın, una joven de un barrio humilde de Estambul que sueña con ser escritora y vivir en las Islas Galápagos, Ecuador. Cuando su familia le hace creer que la entregarán en matrimonio a su vecino Muzaffer si no encuentra empleo estable, comienza a trabajar en una importante agencia de publicidad llamada Fikri Harika gracias a su hermana Leyla, que es la secretaria de Emre Divit, hijo del dueño.
Por otro lado, Can Divit, el hermano mayor de Emre, es un fotógrafo de espíritu libre y fama mundial que regresa para la fiesta de aniversario de la empresa. Allí, le revelan que su padre tiene una grave enfermedad, su padre le encarga que dirija la empresa y que encuentre al topo que está ayudando a su competidora Aylin. Can no tiene más remedio que aceptar, despertando la envidia de Emre, el verdadero topo de la empresa, además de amante y socio secreto de Aylin.
Durante la fiesta de aniversario en una ópera, Sanem entra accidentalmente en el palco que se encuentra a oscuras asignado a Can, quien la besa apasionadamente en la oscuridad al confundirla con su novia Polen. Tras marcharse, Sanem se da cuenta de que se ha enamorado perdidamente de aquel desconocido y, poniéndole el nombre en clave de Albatros, decide descubrir su identidad. Mientras, Emre le hace creer que Can es un hombre egoísta que desea aumentar el valor de la empresa para poder venderla, con lo que consigue que Sanem le ayude a sabotear la empresa.
Así, Sanem queda atrapada entre los engaños, pero, sobre todo, entre el amor de dos hombres: Albatros, a quien ama sin conocerle; y Can, a quien odia, sin aceptar que ha empezado a sentir cosas por él. Aunque no sospecha que se trata de la misma persona, Can, que pronto se enamora de ella y descubre que es la mujer a la que besó en el palco, decide apartarse de ella cuando, por culpa de las mentiras de Emre, termina creyendo que Sanem está comprometida con otro hombre. Los enredos y la comedia marcarán esta inevitable historia de amor.

## Reparto
- Demet Özdemir como Sanem Aydın
- Can Yaman como Can Divit
- Özlem Tokaslan como Mevkibe Aydın
- Cihan Ercan como Muzaffer Zebercet Kaya
- Öznur Serçeler como Leyla Aydın Divit
- Berat Yenilmez como Nihat Aydın
- Birand Tunca como Emre Divit
- İpek Tenolcay como Hüma Divit Erdamar
- Sevcan Yaşar como Aylin Yükselen
- Anıl Çelik como Cengiz CeyCey Özdemir
- Tuğçe Kumral como Deren Keskin
- Ceren Taşçı como Ayhan Işık
- Sibel Şişman como Güliz Yıldırım
- Tuan Tunalı como Metin Avukat
- Ali Yağcı como Osman Işık
- Asuman Çakır como Aysun Kaya
- Oğuz Okul como Rıfat
- Feri Baycu Güler como Melahat
- Kimya Gökçe Aytaç como Polen Ateş
- Ahmet Somers como Aziz Divit
- Utku Ateş como Yiğit Ateş
- Tolga Bayrakalı como Akif
- Ayşe Akın como Arsu Taș
- Baki Çiftçi como Levent Divit
- Alsı Melisa Uzun como Gamze
- Dilek Serbest como Ayça
- Tufan Günaçan como Samet Hoca
- Gamze Topuz como Ceyda
- Özgur Özberk como Enzo Fabri
- Ahmet Olgun Sünear como Bulut Cevher
- Başak Gümülcinelioğlu como Deniz Keskin

## Temporadas
| Temporada | Temporada | Episodios | Rango de episodios | Emisión original    | Emisión original    |
| Temporada | Temporada | Episodios | Rango de episodios | Inicio              | Final               |
| --------- | --------- | --------- | ------------------ | ------------------- | ------------------- |
|           | 2         | 51        | 1 - 51             | 26 de junio de 2018 | 6 de agosto de 2019 |